# Black and White (álbum)
Black and White es el tercer álbum de estudio de la banda inglesa The Stranglers. Producido por Martin Rushent (al igual que sus antecesores Rattus Norvegicus y No More Heroes) en TW Studios (Fulham, UK) en febrero de 1978 y lanzado en mayo del mismo año por el sello United Artists. Mantiene el estilo punk característico de la banda. 

## Listado de canciones
1. Tank (2:54)
2. Nice N'Sleazy (3:11)
3. Outside Tokyo (2:06)
4. Sweden (All Quiet On The Eastern Front) (2:47)
5. Hey! (Rise Of The Robots) (2:13)
6. Toiler On The Sea (5:23)
7. Curfew (3:10)
8. Threatened (3:30)
9. Do You Wanna (2:38)
10. Death And Night And Blood (Yukio) (2:50)
11. In The Shadows (4:15)
12. Enough Time (4:16)
2001 edition bonus tracks
13. Mean To Me (1:55)
14. Walk On By (6:22)
15. Shut Up (1:07)
16. Sverige (2:49)
17. Old Codger (2:49)
18. Tits (5:25)

## Integrantes de The Stranglers
- Hugh Cornwell - Guitarra y voz.
- Jean Jacques Burnel - Bajo y coros.
- Dave Greenfield - Órgano, sintetizador y coros.
- Jet Black - Batería y percusión.

- Datos: Q1955900